# Krasznooktyabrszkij járás

A Krasznooktyabrszkij járás a Nyizsnyij Novgorod-i területen

A Krasznooktyabrszkij járás (oroszul Краснооктябрьский район, tatár nyelven Кызыл Октябрь районы) Oroszország egyik járása a Nyizsnyij Novgorod-i területen. Székhelye Urazovka.

## Népesség
- 1989-ben 16 662 lakosa volt.
- 2002-ben 13 496 lakosa volt, akik főleg tatárok, oroszok és mordvinok.
- 2010-ben 11 729 lakosa volt, melynek 68,7%-a tatár, 28,2%-a orosz, 1,9%-a mordvin.